# Metaphycus similis
Metaphycus similis är en stekelart som först beskrevs av Timberlake 1916.  Metaphycus similis ingår i släktet Metaphycus och familjen sköldlussteklar. Inga underarter finns listade i Catalogue of Life.